# Ablo
Ablo foi uma rede social criada pela empresa belga Massive Media. Massive Media é uma empresa fundada em 2011, adquirida pela Meetic, uma subsidiária do Match Group em 2012. O Ablo permitia que os usuários se conectassem e fizessem amigos de qualquer lugar do mundo, tendo conversas de texto e chamadas de vídeo, usando um recurso de tradução automática.

## História
O aplicativo foi lançado em janeiro de 2019 simultaneamente no Android, iOS e web. Ele esteve disponível em mais de 180 países.
Em dezembro de 2019, foi anunciada a marca de 6,5 milhões de downloads globais e foi escolhido como o melhor aplicativo de 2019 pelo Google na Google Play Store. O Ablo foi também selecionado como um dos melhores aplicativos Android de 2019 pela CNET, ao lado do TikTok, Google Maps e Disney Plus. Em 30 de setembro de 2022 o Ablo foi descontinuado. 

## Recursos
A principal característica do Ablo é a capacidade de se conectar ao vivo com outra pessoa de qualquer lugar do mundo, selecionada aleatóriamente, usando mensagens de texto traduzidas automaticamente e videochamada legendada.